# 源康政
源 康政（みなもと の やすまさ）は、戦国時代から安土桃山時代にかけての人物。土佐一条氏の家老格。伝承では一条房基の弟の一条 康政（いちじょう やすまさ）とされてきたが、近年の研究では藤原氏（一条家）出身ではなく、醍醐源氏出身の一条家諸大夫であったと考えられている。

## 経歴
伝承によれば、初め刑部卿と呼ばれ、母・専信尼（伏見宮邦高親王の娘）の意向に従って中村の真蔵寺（後に常照寺、現在は廃寺）に入り、宗覚と名乗ったが後に故あって久才川村に隠居して小松谷寺殿と称され、更に江ノ村に移って長法寺を創建したと伝えられ、康政の墓とされるものが同寺に残されている。
ところが、近年の土佐一条氏関連文書の研究の進展によって、康政は一条家の一族ではなく、京都の一条家の諸大夫を務めた醍醐源氏の源康俊の末裔で、土佐国に下って土佐一条氏の奉行人を務めたとする説も出されている。また、この康俊は文明3年（1471年）に土佐国に下向して現地で死去し、子の久任や孫の康任（久任の甥）も土佐に下向した記録が残されていることから、康政を康任の子（康俊の曾孫）とする説もある。康政が発給する文書の初出は弘治3年（1557年）で、当時幼少である当主・一条兼定は京都の一条家宗家に預けられていたともいわれ、康政率いる土佐一条氏の政所組織が奉書形式の書状で政務を行っており、兼定の成長後も諸大夫を中心とする運営の慣例が継続したといわれている。
康政は房基死後の一条氏の在地定着・勢力拡大政策を主導し、自らも安芸氏と婚姻を結んだ。兼定が家臣団の離反によって追放された後も行動を伴にし、康政が伊予国の御荘氏家臣・尾崎藤兵衛（政儀）充てに発給したと推定される8月7日付奉書（『宇和旧記』「尾崎家文書」）は直前の一条兼定の土佐復帰戦における戦功に対する感状であり、内容的に天正3年（1575年）の四万十川の戦い直前に出されたとみられている。晩年の動向は不明である。
康政が兼定時代を通じて、土佐一条氏の重臣として家中の権力を掌握していたとみられることから「（兼定体制は）康政を主体とした諸大夫の専制」、「兼定は康政の傀儡であった」「康政は京都の一条家が派遣した付家老である」などの説もあるが、傀儡や下剋上の想定は過大評価とする反論もある。